# Aslı Kışlal
Aslı Kışlal (* 1970 in Ankara) ist eine türkisch-österreichische Regisseurin, Dramaturgin und Schauspielerin.

## Leben und Wirken
Kışlal studierte in Istanbul zwei Semester Internationale Beziehungen. Bereits ab ihrem 16. Lebensjahr interessierte sie sich für Theater und spielte in Schultheatergruppen.
Seit 1990 lebt Aslı Kışlal in Wien, wo sie Soziologie an der Universität Wien studierte. Weiters studierte sie Schauspiel am Schubert Konservatorium, das sie 1997 abschloss. Seit 1991 war sie als Schauspielerin u. a. am Theater der Jugend, Kosmos Theater und Werk X tätig.
Anfang der 1990er-Jahre war sie Mitbegründerin des Jugend-, Kultur- und Integrationsverein echo. Darüber hinaus arbeitete sie als Jugendarbeiterin und als künstlerische Leiterin des Theaterkistl im Kinder-, Jugend- und Theaterzentrum Verein Zentrum Aichholzgasse (VZA).
Nach ihrer Schauspielausbildung war Aslı Kışlal langjähriges Ensemblemitglied am Theaterhaus Stuttgart und war dort mehrfach in Hauptrollen tätig. Sie übernahm dort außerdem Regieassistenzen und Ensembletraining.
2004 gründete sie in Wien den Kunst- und Kulturverein daskunst, dessen künstlerische Leiterin sie bis 2015 war. 2008 war Kışlal Mitinitiatorin von Kunst am Grund und von 2009 bis 2010 künstlerische Leiterin des Theater des Augenblicks in Wien. 2011 war sie Mitinitiatorin der Wiener Projektreihe Postmigrantische Positionen PIMP MY INTEGRATION und kuratierte dieses Format bis 2012. Ebenfalls 2011 war sie Mitinitiatorin und Gründerin des Festivals Wienwoche, von 2012 bis 2020 war sie als Obfrau des Trägervereins tätig.
2013 gründete sie das Performance- und Theaterlabor diverCITYLAB. Dieses setzt sich in einer Synthese aus Kunstprojekt und praxisorientierter Ausbildungsstätte zum Ziel, die Theaterszene für alle Mitglieder der postmigrantischen Gesellschaft zu öffnen.
Seit 2003 ist Kışlal als freie Regisseurin tätig. Neben Projekten in der freien Szene in Wien (u. a. Theater am Werk, Kosmos Theater, Dschungel Wien), war sie als Regisseurin u. a. am Landestheater Linz, Staatstheater Mainz, Landestheater Niederösterreich, Schauspielhaus Wien, Stadttheater Ingolstadt tätig. Workshop- und Vortragstätigkeit in Österreich und international. Diverse Jurytätigkeit, u. a. für STELLA-Darstellender.Kunst.Preis (2020), SHIFT Förderprogramm (2020), Hans-Gratzer-Preis (2025).
Am 18. Juni 2025 wurde bekannt gegeben, dass Aslı Kışlal ab der Saison 2026/27 zur künstlerischen Leiterin des Theaters der Jugend bestellt wird.

## Auszeichnungen
- 2007 Gewinner des Theaterfestivals Spectrum best of(f) Austria mit daskunst
- 2014 Mia Award in der Kategorie Kunst und Kultur[11]
- 2021 Stella-Spezialpreis („Für innovative Formate, die über die Bühnen hinausgehen“) für Medeas Irrgarten (Regie und Konzept)[12]
- 2023 Nominierung Stella in der Kategorie Herausragende Produktion für Jugendliche für FutureLeaks – ESCAPE PATRIARCHY (Produktion und Dramaturgie)
- 2023 Deutscher Musical Theater Preis in der Kategorie Beste Regie für Stella – Das blonde Gespenst vom Kurfürstendamm
- 2024 Nominierung Nestroy-Preis in der Kategorie Beste Off-Produktion für Minihorror (Regie)

## Artikel
- Wir lassen uns doch den Gedanken nicht nehmen das-kunst die Welt verändert! (gemeinsam mit Carolin Vikoler). In: Nicola Mitterer, Werner Wintersteiner (Hrsg.): Und (k)ein Wort Deutsch …: Literaturen der Minderheiten und MigrantInnen in Österreich. Innsbruck 2009, S. 115–121.
- „Theater auf Augenhöhe“ Gespräch mit Aslı Kıșlal am 08. 04. 2016 im Werk X, Wien von Julia Defrancesco, Moritz Hartmann und Gabriela Kielhorn. In: Birgit Peter, Gabriele C. Pfeiffer (Hrsg.): Flucht - Migration - Theater: Dokumente und Positionen. Göttingen 2016, S. 21–28.
- Wie utopisch ist es, von einem demokratischen Theater und einem demokratischen Lernen zu reden? Übungen in zwei Systemen. In: Elke Rajal, trafo.K, Oliver Marchart, Nora Landkammer, Carina Maier (Hrsg.): Making Democracy – Aushandlungen von Freiheit, Gleichheit und Solidarität im Alltag. Bielefeld 2020, S. 73–84.
- zeit des ver-lernens. In: Michael Wimmer (Hrsg.): Für eine neue Agenda der Kulturpolitik. Berlin/Boston 2022, S. 104–107.
- zeit des ver-lernens! In: Ulli Mayer / Andrea Ellmeier / Gerda Müller (Hrsg.): Üben und Ver_Üben. Diversität als diskriminierungskritische Praxis in Kunst, Kultur und Bildung. Bielefeld 2025, S. 369–375.